# Чирянка маскаренська
Чирянка маскаренська (Anas theodori) — вимерлий вид водоплавних птахів родини качкових (Anatidae). Мешкала до 17 століття на островах Маврикій і Реюньйон в Індійському океані.

## Вимирання
Птах вимер на обох островах майже одночасно й з однієї причини: надмірне полювання. На Маврикії птахи були знайдені у «великій кількості» в 1681 році, але в 1693 році Франсуа Легуа виявив, що «дикі качки» вже рідкісні. У 1696 році губернатор Рулоф Діодаті востаннє згадав про цей вид. На Реюньйоні цей вид востаннє згадується як «численний» у списку дикої природи острова де ла Мервейля у 1709 році, але оскільки Жан Фейлі не вказав цих водоплавних птахів у своєму звіті 1705 року, запис де ла Мервейля, очевидно, базувався на застарілій інформації. Останньою достовірною згадкою про вид на Реюньйоні є повідомлення Пера Бернардена в 1687 році; таким чином, можна припустити, що датою вимирання є кінець 1690-х років на Маврикії та кілька років по тому на Реюньйоні.